# Zhumeria
Zhumeria é um gênero botânico da família Lamiaceae.

## Espécie
- Zhumeria majdae

## Nome e referências
Zhumeria K.H.Rechinger & Wendelbo